# Francisco González Ledesma
Francisco González Ledesma (Barcellona, 17 marzo 1927 – Barcellona, 2 marzo 2015) è stato un giornalista e scrittore spagnolo, autore di romanzi polizieschi.

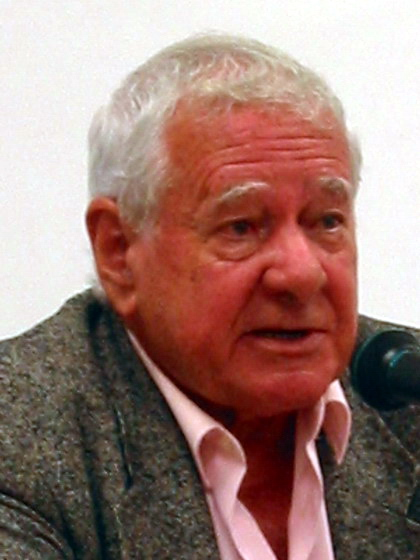

Ha vinto il Premio Planeta nel 1984 con Cronaca sentimentale in rosso (Crónica sentimental en rojo) e il Premio Novela Negra nel 2007 con Mistero di strada (Una novela de barrio).

## Opere

### Serie di Méndez
- (Expediente Barcelona, 1983)
- Le strade dei nostri padri (Las calles de nuestros padres, 1984) (Hobby & Work, 2000)
- Cronaca sentimentale in rosso (Crónica sentimental en rojo, 1984) (Mondadori, 1992 - Giano, 2010)
- La dama del Kashmir (La Dama de Cachemira, 1986) (Mondadori, 1991 - Giano, 2009)
- Storia di un dio da marciapiede (Historia de Dios en una esquina, 1991) (Mondadori, 1993 - Giano, 2009)
- Il peccato (El pecado o algo parecido, 2002) (Giano, 2012)
- Cinque donne e mezzo (Cinco mujeres y media, 2005) (Giunti, 2009)
- (Méndez, 2006)
- Mistero di strada (Una novela de barrio, 2007) (Giano, 2008 - Beat, 2011)
- Non si deve morire due volte (No hay que morir dos veces, 2009) (Giano, 2010)

### Altre opere
- (Sombras viejas, 1948)
- (El mosquetero azul, 1962)
- (Los Napoleones, 1977)
- Soldados (Soldados, 1985) (Meridiano zero, 1999)
- (42 Kilómetros de Compasión, 1986)
- (Los símbolos, 1987)
- (Cine Soledad, 1993)
- (El adoquín azul, 2002)
- (Tiempo de venganza, 2003)
- (Historia de mis calles, 2006)
- La città senza tempo (La ciudad sin tiempo, 2007) (con lo pseudonimo di Enrique Moriel) (Bompiani, 2008)
- (El candidato de Dios, 2008) (con lo pseudonimo di Enrique Moriel)
- (La dama y el recuerdo, 2010) (con lo pseudonimo di Silver Kane)